# Daytime Creative Arts Emmy Awards 2015
La cerimonia della 42ª edizione dei Daytime Creative Arts Emmy Awards (42nd Daytime Creative Arts Emmy Awards) si è tenuta presso l'Hilton Universal City Hotel di Los Angeles il 24 aprile 2015.
La cerimonia è stata presentata da Alex Trebek e Florence Henderson.

## Daytime Creative Arts Emmy Awards

### Programmi televisivi

#### Miglior serie animata per bambini
- Tutti pazzi per Re Julien
- Arthur
- Due fantagenitori (The Fairly OddParents)
- Sanjay and Craig

#### Miglior serie animata per la fascia prescolare
- Tumble Leaf
- Peg+Cat
- VeggieTales in the House

#### Miglior programma per bambini
- R.L. Stine's The Haunting Hour
- Made in Hollywood: Teen Edition
- Odd Squad
- Spooksville
- The Wildlife Docs

#### Miglior programma per la fascia prescolare
- Dino Dan: Trek's Adventures
- Sesame Street
- Yo Gabba Gabba!

#### Miglior programma animato - categoria speciale
- Silent
- Phineas and Ferb Save Summer
- Star Wars: The Clone Wars

#### Miglior programma lifestyle
- Home Made Simple, in onda su OWN
- Flea Market Flip, in onda su HGTV
- This Old House, in onda su PBS

#### Miglior programma legale
- The People's Court, in onda in syndication
- Divorce Court, in onda in syndication
- Judge Judy, in onda in syndication

#### Miglior programma turistico
- Rock the Park, in onda su The CW
- Born to Explore with Richard Wiese, in onda in syndication
- Curious Traveler, in onda su YouTube.com
- Tapping IN: The Happiest People and Places on the Planet, in onda in syndication

#### Miglior programma d'intrattenimento in spagnolo
- El Gordo y la Flaca, in onda su Univision
- Destinos, in onda su CNN en Español
- Dra. Azaret, in onda su CNN en Español

#### Miglior speciale
- Laverne Cox Presents: The T Word, in onda su MTV
- E! Breaking News: Joan Rivers, in onda su E!
- Taco Trip, in onda su Cooking Channel
- Thanksgiving at Bobby's, in onda su Food Network

### Altre categorie
- Miglior programma - categoria speciale: The Henry Ford's Innovation Nation, in onda sulla CBS
- Miglior programma di breve durata - categoria speciale: True Champions: Depression, in onda su HealthiNation
- Miglior perfezionamento di un programma - categoria nuovi approcci: The Ellen DeGeneres Show, in onda in syndication
- Miglior programma - categoria nuovi approcci: Design Squad, in onda sulla PBS
- Miglior annuncio promozionale a episodi: Al Capone: Icon e The Roosevelts: An Intimate HistoryExtraordinary Accomplishments, in onda sulla PBS
- Miglior annuncio promozionale istituzionale: PBS 2014 Preview Campaign, “Drama”, “News”, “Science”, in onda sulla PBS

### Recitazione, doppiaggio e conduzione televisiva

#### Miglior guest star in una serie drammatica
- Donna Mills – General Hospital
- Fred Willard – Beautiful
- Ray Wise – Febbre d'amore
- Sally Kellerman – Febbre d'amore
- Elena Tovar – General Hospital

#### Miglior artista in una serie animata
- Danny Jacobs – Tutti pazzi per Re Julien
- Mark Hamill – Star Wars: The Clone Wars
- Christopher Lloyd – Cyberchase
- Megan Mullally – Sofia la principessa
- Dick Van Dyke – La casa di Topolino

#### Miglior artista in un programma per bambini
- Margot Kidder – R.L. Stine's The Haunting Hour The Series
- Leslie Carrara-Rudolph – Sesame Street
- Jessica Carleton – Green Screen Adventures
- Mason Cook – R.L. Stine's The Haunting Hour The Series
- Joseph Mazzarino – Sesame Street

#### Miglior presentatore di un programma culinario
- Bobby Flay – Bobby Flay's Barbecue Addiction
- Danny Boom – Good Food America
- Ina Garten – Barefoot Contessa: Back to Basics
- Edward Lee e Magnus Nilsson – The Mind of a Chef

#### Miglior presentatore di un programma lifestyle o turistico
- Brandon McMillan – Lucky Dog
- Joonathan Bird – Jonathan Bird's Blue World
- Jeff Corwin – Ocean Mysteries with Jeff Corwin
- Philippe Cousteau – Xploration Awesome Planet
- Richard Wiese – Born to Explore with Richard Wiese

#### Miglior artista in una serie drammatica - categoria nuovi approcci
- Martha Byrne – Anacostia
- Sarah Brown – Beacon Hill: The Series
- Andrea Evans – DeVanity
- Alicia Minshew – Beacon Hill: The Series
- Vannessa Vasquez – East Los High
- Danielle Vega – East Los High

#### Miglior talento della programmazione in spagnolo
- Carlos Calderón, corrispondente di El Gordo y la Flaca
- Tanya Charry, corrispondente di El Gordo y la Flaca
- Raúl De Molina, co-conduttore di El Gordo y la Flaca

### Acconciature
- Miglior hairstyling per una serie drammatica: George Guzman – Febbre d'amore
- Miglior hairstyling: Patricia Cuthbert – Odd Squad

### Casting
- Miglior direttore del casting di una serie drammatica: Mark Teschner – General Hospital
- Miglior direttore del casting di una serie o speciale animato: Ania O'Hare – Tutti pazzi per Re Julien; Meredith Layne, Sarah Noonan, Gene Vassilaros – Teenage Mutant Ninja Turtles

### Colonna sonora
- Miglior direzione e composizione musicale per una serie drammatica: Lothar Struff – Beautiful
- Miglior brano originale di una serie drammatica: Hands of Time, di Bradley Bell, Anthony Ferrari, Casey Kasprzyk – Beautiful
- Miglior direzione e composizione musicale: Kevin Kliesch – Sofia la principessa
- Miglior brano originale: Power of Yet, di Bill Sherman e Joey Mazzarino – Sesame Street
- Miglior brano originale di una sigla o promo: Dora And Friends: Into The City! Theme Song, di Matthew Gerrard, Elizabeth Ashley Saunig – Dora and Friends: Into the City!

### Costumi
- Miglior costumista per una serie drammatica: Glenda Maddox – Beautiful
- Miglior costumista: costumisti di Sesame Street

### Direzione artistica
- Miglior direzione artistica, scenografia, arredamento dei set per una serie drammatica: Dan Olexiewicz, Tom Early, Danielle Mullen – Il tempo della nostra vita
- Miglior direzione artistica, scenografia, arredamento dei set: Teresa Weston, Michael Corrado, Josh Plaw – R.L. Stine's The Haunting Hour The Series

### Illuminazione
- Miglior illuminazione per una serie drammatica: William Roberts, Ray Thompson – Febbre d'amore
- Miglior illuminazione: Marisa Davis – The Ellen DeGeneres Show

### Montaggio
- Miglior montaggio video per una serie drammatica multi-camera: Lugh Powers – Il tempo della nostra vita
- Miglior montaggio video per un programma multi-camera: Todd James – Sesame Street
- Miglior montaggio video per un programma single-camera: Mustafa Bhagat, Angie Dix, Jon Philpot – The Mind of a Chef
- Miglior montaggio audio - categoria live action: montatori di Sesame Street
- Miglior montaggio audio - categoria animazione: montatori di Kung Fu Panda - Mitiche avventure
- Miglior missaggio per una serie drammatica: ingegneri di Beautiful
- Miglior missaggio: ingegneri di The Price Is Right
- Miglior missaggio - categoria live action: ingegneri di Born to Explore with Richard Wiese
- Miglior missaggio - categoria animazione: ingegneri di Kung Fu Panda - Mitiche avventure

### Regia
- Miglior regia per una serie animata: Limbert Fabian, Brandon Oldenburg – Silent
- Miglior regia per un programma per bambini: J.J. Johnson – Odd Squad
- Miglior regia per un programma lifestyle, culinario o turistico: Cynthia Hill – A Chef's Life
- Miglior regia per un talk show o programma della mattina: Liz Patrick – The Ellen DeGeneres Show
- Miglior regia per un game show: Lenn Goodside – Let's Make a Deal
- Miglior regia - categoria speciale: Gary Halvorson – 88th Annual Macy's Thanksgiving Day Parade

### Riprese
- Miglior squadra tecnica di una serie drammatica: troupe di Beautiful

### Sceneggiatura
- Miglior sceneggiatura per una serie animata: Jack Ferraiolo – WordGirl
- Miglior sceneggiatura per un programma per bambini: Joseph Mazzarino – Sesame Street
- Miglior sceneggiatura per un programma animato prescolare: Billy Lopez – Peg+Cat
- Miglior sceneggiatura - categoria speciale: Andrea Levin, John Redmann, Anjie Taylor – The Talk

### Sigla
- Miglior sigla e grafiche: Adam Lupsha, Dan de Graaf, Mike Houston – The Mind of a Chef

### Stunt
- Miglior coordinamento stunt: Mike Cassidy e Mickey Cassidy – Beautiful

### Trucco
- Miglior realizzazione nel trucco per una serie drammatica: Donna Messina – General Hospital
- Miglior trucco: Jessica Carleton, Scott Gryder  – Green Screen Adventures

## Lifetime Achievement Award
- A Betty White

## Premi della giuria
- Miglior realizzazione individuale nell'animazione: Michael Granberry, Drew Hodges, Jason Kolowski e Robyn Yannoukos (Tumble Leaf), Drew Hodges (Peter Rabbit), Mårten Jönmark (Peter coniglio), Jairo Lizarazu (Jake e i pirati dell'Isola che non c'è)